# Guerres de Louis XIV
 (novembre 2018).
Les guerres de Louis XIV sont cinq conflits engageant le royaume de France pendant les 72 années de règne de Louis XIV (1643-1715), correspondant à 46 ans de combats.

## Les idées de Louis XIV

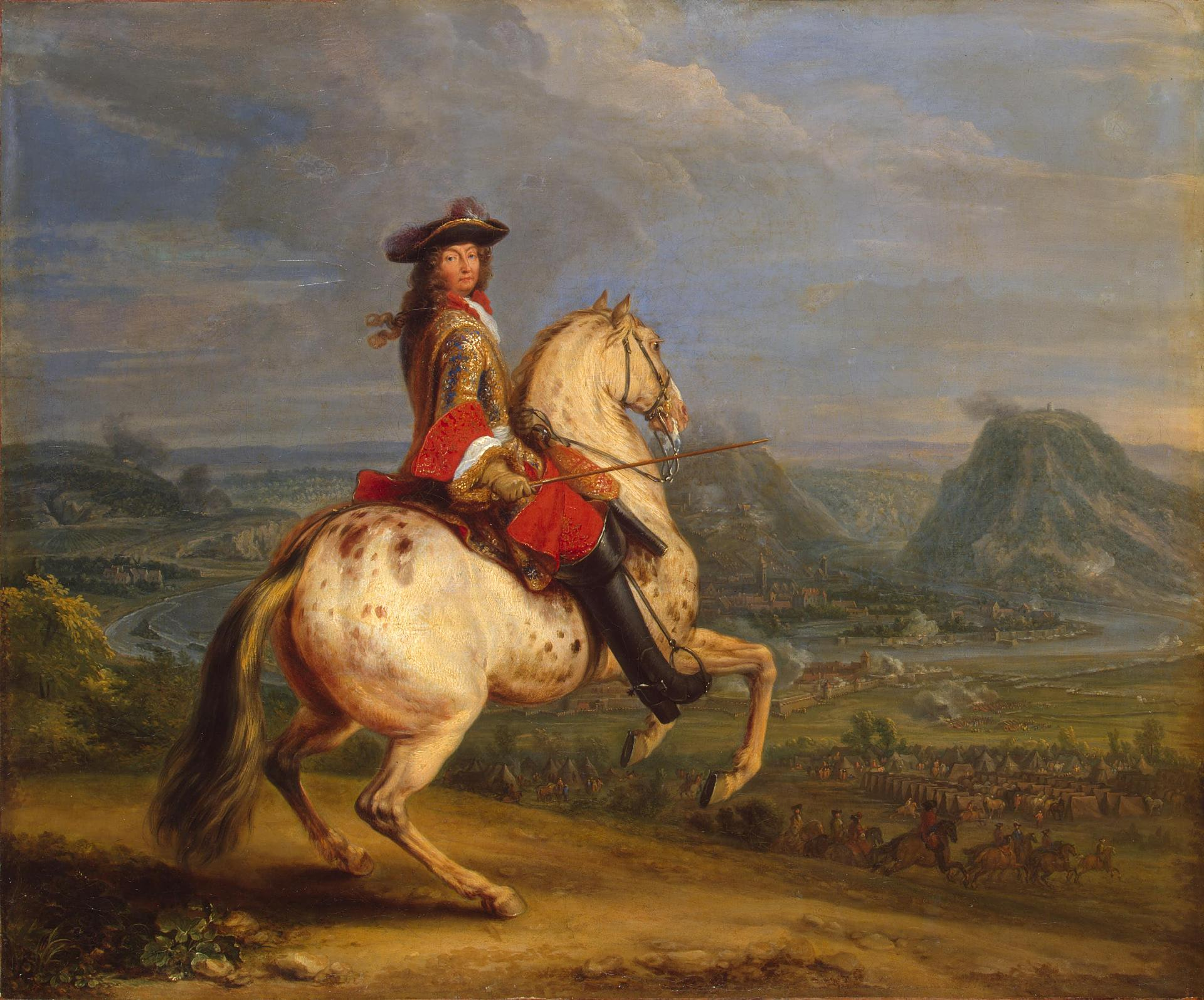
Louis XIV au siège de Besançon (Franche-Comté) en 1674.

En 1661, Louis XIV prend en main un royaume qui est le plus puissant d'Europe au regard des productions agricoles, industrielles mais aussi en matière de population. Cependant, au-delà des avantages qu'elle procure, cette situation comporte également un certain nombre de points faibles.
La capitale, Paris, est à la merci d'une invasion par le Nord. En 1639, les Espagnols se sont avancés jusqu'à Corbie (à 120 km de Paris). Le duché de Lorraine, relevant du Saint-Empire est un trou béant entre la Champagne et l'Alsace récemment conquise, facilitant l'entrée des Austro-allemands dans le royaume. Une des préoccupations majeures est de reculer et verrouiller cette frontière Nord et Est. La guerre de Dévolution et la guerre de Hollande en seront une étape. L'hommage-lige du duc de Lorraine Charles IV entre 1661 et 1670, l'occupation de la Lorraine par les Français de 1670 à 1697 puis de 1702 à 1714, permet de contrôler l'Est. Vauban fortifie une trentaine de villes qui sont autant d'obstacles sur les routes possibles d'invasion. La politique des Réunions renforce la possession de l'Alsace. En 1700, Louis XIV fait occuper les villes des Pays-Bas espagnols pour se prémunir d'un éventuel assaut des Hollandais à travers les Pays-Bas.
La recherche de la gloire a été longtemps perçue par les historiens comme le ressort des actions guerrières de Louis XIV. Mais l'historienne norvégienne Ragnhild Hatton a montré que ce comportement ne se distingue pas des autres monarques de l'époque. Loin de prétendre à la monarchie universelle, le roi utilisa largement la diplomatie pour atteindre des objectifs limités, et ne se résoudra à la guerre que comme Ultima ratio regum.

## Les possessions des Habsbourg - terres d'Empire
Seconde préoccupation, le carcan formé par les possessions des Habsbourg d'Espagne autour du royaume de France. La guerre de Dévolution et la guerre de Hollande permettent d'enlever des villes en Flandre et la Franche-Comté où il réside un temps au château de Marnay avant d'entâmer le siège de Besançon. Louis XIV s'immisce dans la succession de Charles II d'Espagne pour éviter la reconstitution de l'empire de Charles Quint au profit des Habsbourg d'Autriche. En 1668, il signe un accord secret avec Léopold Ier pour se partager les possessions espagnoles. Mais la guerre de Succession d'Espagne se conclut par un demi-échec puisque les Autrichiens remplacent les Espagnols dans les Pays-Bas espagnols (désormais autrichiens) et en Italie.
Louis XIV mène également une politique visant à lui assurer la première place parmi les souverains européens. Depuis le traité de Westphalie de 1648, la couronne impériale détenue par les Habsbourg a perdu de son éclat. Depuis le traité des Pyrénées de 1659, l'Espagne a entamé son déclin. La couronne de France peut désormais se considérer comme « la première de la Chrétienté » selon les dires mêmes du roi. En 1661, à la suite de la querelle de préséance des ambassadeurs espagnol et français à Londres, le roi obtient l'excuse officielle de la couronne d'Espagne qui lui reconnaît la prééminence. En 1679, une peinture de Charles Le Brun dans la galerie des glaces au château de Versailles magnifiera cette humiliation espagnole : le lion d'Espagne couché aux pieds de Louis XIV ! En 1662, c'est la papauté qui doit s'excuser publiquement dans l'affaire de la garde corse. En 1685, il contraint, fait sans précédent, le doge de Gênes, à se rendre à Versailles pour présenter les excuses de sa ville qui vient d'être longuement bombardée en 1684 par la marine française. Ces prétentions françaises ulcèrent profondément les princes européens.
La défense des intérêts économiques de la France est aussi un des soucis de Louis XIV et de son contrôleur général des finances Jean-Baptiste Colbert. La grande obsession de ce dernier est de réduire la puissance commerciale de la Hollande. Aussi, il pousse le roi à la guerre contre les Provinces-Unies et à l'alliance avec les Anglais qui viennent de vaincre les Hollandais. Ce sera une des causes de la guerre de Hollande.

## Liste des guerres de Louis XIV
|                                | Date                               | Allié(s)                                                                   | Ennemi(s) | Casus belli | Issue |
| Guerre franco-espagnole        | 1635-1659                          | Provinces-Unies, Commonwealth d'Angleterre, Duché de Savoie                | Espagne | En 1635 la France prend part à la Guerre de Trente Ans (1618-1648), à laquelle participe déjà l'Espagne.                                                                                         | Victoire française et Traité des Pyrénées |
| Guerre de Dévolution           | 1667-1668                          | Aucun                                                                      | Espagne, À partir de 1668 : Angleterre, Provinces-Unies, Suède                                                          | Non-paiement à la France de la dot de l'infante d'Espagne, Marie-Thérèse. | Victoire française et Traité d'Aix-la-Chapelle (1668) |
| Guerre de Hollande             | 1672-1678                          | Angleterre, Suède, Électorat de Cologne, Principauté épiscopale de Münster | Provinces-Unies, Saint-Empire, Espagne, Brandebourg, Danemark-Norvège                                                   | Après la guerre de Dévolution, Louis XIV croit devoir se débarrasser de la Triple alliance de La Haye, et surtout des Provinces-Unies s'il veut continuer à conquérir les territoires espagnols. | Victoire française et Traité de Nimègue / Traité de Westminster |
| Guerre des Réunions            | 26 octobre 1683 – 15 août 1684     | Aucun                                                                      | Espagne | La France exige les territoires ruraux des alentours des villes conquises lors des guerres de Dévolution et de Hollande, tel que le dicte la coutume.                                            | Victoire française et Trêve de Ratisbonne |
| Guerre de la Ligue d'Augsbourg | 24 septembre 1688 – septembre 1697 | Jacobites, Empire ottoman                                                  | Ligue d'Augsbourg : Provinces-Unies, Angleterre, Saint-Empire, Savoie, Espagne, Suède (jusqu'en 1691), Portugal, Écosse | Louis XIV prend possession de divers territoires dans le cadre de sa politique des réunions, dont Strasbourg et les Trois-Évêchés.                                                               | Victoire de la Ligue. Traités de Ryswick : Louis XIV reconnaît Guillaume III d'Orange comme Roi d'Angleterre, d'Écosse et d'Irlande. La France perd les duchés de Luxembourg, de Bar et de Lorraine,            |
| Guerre de Succession d'Espagne | 1701 – 1714                        | Espagne, Électorat de Bavière, Électorat de Cologne                        | Provinces-Unies, Angleterre, Saint-Empire, Savoie, Portugal, Autriche, Prusse, Aragon, Camisards                        | Louis XIV accepte le testament de Charles II, qui fait du duc d'Anjou, petit-fils de Louis XIV et de l'infante d'Espagne, le roi d'Espagne.                                                      | Traité d'Utrecht : Philippe d'Anjou est reconnu comme roi d'Espagne mais renonce à ses droits de succession au trône de France. Traité de Rastatt : signé entre le Royaume de France et l'Archiduché d'Autriche |

## L'armée de terre de Louis XIV
Au siècle précédent, le roi utilisait l'armée dite de levée. Au noyau des troupes royales, se joignaient des unités de mercenaires soldés et des armées privées levées par des nobles français ou étrangers.
Dans la seconde moitié du XVIIe siècle, l'armée de terre devient permanente et le recours aux régiments étrangers va se réduire considérablement. Vers la fin de son règne, Louis XIV fera appel en dehors des enrôlements volontaires à une sorte de conscription pour les milices royales ou locales. Cette armée permanente dépassait rarement les 100 000 unités en temps de paix, mais pourra atteindre 420 000 soldats pendant la guerre de la Ligue d'Augsbourg.

### Les officiers généraux
Ils sont choisis parmi les officiers et doivent recevoir une commission (ou un pouvoir) du roi. Ils sont nommés pour une durée limitée.
- Maréchaux et lieutenants-généraux
- Maréchaux de camps et brigadiers

### Les autres officiers
Schématiquement, il y a trois voies pour devenir officiers. D'abord, passer par une école où l'on sera instruit "sur le fait des armes". C'est la voie que suivra Condé. Sinon, servir en qualité de page auprès d'un prince ou du roi ; dans ce cas la formation est assurée et payée par celui auprès duquel sert le candidat. Enfin, pour ceux qui n'ont pu bénéficier des deux précédentes voies, il reste la possibilité de s'enrôler comme cadet ; c'est de cette manière que Turenne commencera sa carrière.
Dans tous les cas, les futurs officiers commencent par acheter une charge d'enseigne (ou cornette pour la cavalerie). Ils pourront par la suite acheter une charge, de capitaine, de colonel, mais il leur faudra obtenir l'agrément du roi. Il n'existe pas d'avancement.
Il n'y a que deux états pour les officiers; soit ils sont en service (on dit en pied), soit ils sont en disponibilité (on dit réformés).

### L'infanterie
L'unité de base est la compagnie. Elle appartient à un capitaine qui l'a achetée ou qui a fait approuver par le roi sa création. Elle comprend 50 hommes et 3 officiers, alignant deux sergents, 3 caporaux et un tambour. Les soldats sont armés de piques ou de mousquets. En théorie, les régiments alignent aussi une compagnie de grenadiers, chargés de lancer des petites bombes nommées grenades. Elle aligne aussi 3 officiers mais 70 grenadiers.

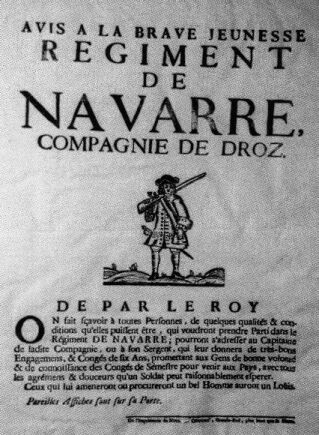
Le régiment de Navarre recrute…

Les 16 compagnies regroupées donnent le bataillon, qui est l'unité tactique. Le régiment est plutôt une unité administrative.

### La cavalerie
L'unité de base est aussi la compagnie. Trois compagnies donnent un escadron qui est l'unité tactique, l'équivalent du bataillon pour l'infanterie.
La compagnie comprend 3 officiers et 50 cavaliers. Parmi ceux-ci, un maréchal des logis, deux brigadiers et un trompette.

### L'armée en marche
À l'entrée en campagne, les éléments de l'armée sont regroupés dans des camps. Pour ce faire, Louvois adresse au chef de chaque unité une route. Ce document précise l'itinéraire à suivre et l'emplacement de chaque étape. Là, le gîte et les subsistances sont apportés par un étapier, personnage qui a conclu un marché avec l'administration royale à cette fin.
Les soldats déposent leurs armes dans le logement affecté à leur officier et sont répartis chez l'habitant, qui doit leur fournir : « un lit garnis de linceuls » (c'est-à-dire « draps », ce sont les termes de l'ordonnance), « le pot, l'écuelle et la place au feu et à la chandelle ». Rien ne peut être exigé de plus de l'hôte qui pourra, le cas échéant, se plaindre le lendemain auprès du commissaire des guerres qui accompagne la troupe. Si possible, les dégâts sont payés sur le champ et les soldats passibles de la justice.
La vitesse de déplacement des troupes à pied est de 4 lieues par jour, avec un jour de repos tous les quatre jours. Pour la cavalerie, le rythme de déplacement est de 6 lieues par jour et d'une journée de repos tous les 5 jours. En conséquence, la concentration d'une armée est une opération qui s'étale sur trois semaines.
Les équipages chargés des vivres et de l'artillerie ne reçoivent qu'une date, celle à laquelle ils doivent être au camp.

### L'armée en bataille
L'ordre de bataille le plus classique à l'époque est de constituer l'armée en 2 lignes de taille, infanterie au centre, cavalerie sur les ailes.

### Les quartiers d'hiver
En période de guerre, les opérations cessent pour l'hiver et les troupes cantonnent en attendant le printemps suivant et la reprise des opérations. Si l'armée doit hiverner en pays étranger, cela se fait aux frais des habitants : une contribution est levée pour couvrir le coût lié à ces quartiers d'hiver. Si, en revanche, l'armée doit hiverner sur le territoire français, c'est une opération de grande ampleur qui doit être mise en place. Une ordonnance de 1651 établit la méthode à suivre. Chaque unité recevra un lieu de cantonnement, en fonction des capacités de la région.

## La Marine de Louis XIV
Pour un article plus général, voir Histoire de la marine française de Richelieu à Louis XIV.
Henri IV, puis Richelieu, furent les premiers à constituer une flotte de guerre spécialisée où les navires de ligne à voiles remplacent progressivement les galères. L'intérêt porté par Mazarin à la flotte de guerre fait plus débat. Dans sa biographie de Louis XIV, Jean-Christian Petitfils estime que le ministre « a sacrifié la marine sur l'autel de la réconciliation anglo-française », ce que conteste l'historien suédois Jan Glete.
Quoi qu'il en soit, si la marine française put longtemps rivaliser avec les flottes anglaise et hollandaise, elle le doit à deux dynasties, les Colbert et les Ponchartrain. Colbert aménagea les ports de Rochefort, puis de Brest sur l'Atlantique ; Toulon sur la Méditerranée. Il porta le nombre de vaisseaux de ligne à 120 (contre 60 sous Richelieu). La flotte atteindra 381 unités en 1695[réf. souhaitée], avant de décroître progressivement. Les difficultés financières de la fin de règne conduiront Louis XIV à abandonner la guerre d'escadre, d'ailleurs peu décisive, pour la guerre de course. Louis XIV donna toujours priorité à l'armée de terre sur la marine.

## Bilan de cinquante années de guerre
Le nombre d'années de guerre pendant le règne personnel de Louis XIV est comparable aux périodes précédentes. Selon Jean Meyer, ce ne fut pas « une guerre totale, mais une guerre aménagée, rendue supportable pour les États, les participants et la population ». Les caractéristiques de ces conflits à fronts multiples entravaient la capacité offensive en empêchant de concentrer tout le potentiel militaire sur un même théâtre d'opération. De ce fait, les batailles sont rarement décisives et la guerre se transforme en batailles d'endurance ponctuées par des sièges et des marches de manœuvre.
Les guerres de Louis XIV se déroulèrent principalement au-delà des frontières ou sur les marches du royaume. Les invasions limitées en Alsace et en Provence ne menacèrent jamais le cœur du pays.
Le bilan territorial est positif puisque Louis XIV repoussa la frontière du Nord en gagnant Lille et plusieurs autres villes importantes. Il rajouta à ses domaines la Franche-Comté et Strasbourg. En revanche, la Lorraine occupée presque en permanence par les troupes françaises, dut être rendue en 1697 à son duc légitime.
Les conflits militaires ont accompagné la modernisation de l'État : amélioration de l'administration, de l'encadrement, des procédures comptables et de contrôle.... Mais, revers de la médaille, la guerre se durcit et s'internationalise dès la guerre de Hollande. Elle a pour effet de déséquilibrer les finances de l'État et d'imposer une charge fiscale excessive, notamment par la taille. Le déficit est vertigineux jusqu'à la fin du règne et au-delà.

### Sources primaires
- Jean de Beaurain, Les glorieuses Conquêtes de Louis le Grand, lire en ligne.